# Paracompsa
Paracompsa is een kevergeslacht uit de familie van de boktorren (Cerambycidae). De wetenschappelijke naam van het geslacht werd voor het eerst geldig gepubliceerd in 2009 door Martins.

## Soorten
Paracompsa omvat de volgende soorten:
- Paracompsa flavofasciata (Thomson, 1867)
- Paracompsa latifascia (Martins, 1970)